# Arabis kazbegi
Arabis kazbegi (лат.) — вид многолетних цветковых растений рода Резуха (Arabis) семейства Капустные (Brassicaceae). Под данным таксономическим названием был описан в 1975 году в журнале
Заметки по систематике и географии растений. До этого вид определялся как Arabis albida или Arabis flaviflora.

## Описание
Многолетнее травянистое растение высотой 8—20 см, опушенное звездчато-ветвистыми волосками, с многочисленными стеблями и бесплодными ползучими побегами. Прикорневые листья продолговато-лапчатые, перисто-раздельные или перисто-рассеченные, длиной 2—3 см и 1—1,5 см, сужены в длинный черешок; стеблевые листья сидячие, овальные, с 4—5 острыми зубцами. Соцветие — кисть, цветки всегда превышают незрелые стручки. Чашелистики 5—6 мм, лепестки бледно-жёлтые, 12—14 мм, с овальной пластинкой, суженной в ноготок. Цветоножки при плодах отстоящие, 8—12 см длиной. Плод — линейный плоский стручок 2,5—4 см длиной, 1,5—2 мм длиной. Семена округлые, светло-коричневые, с широкой каймой. Боковые нектарники двухлопастные, открываются внутрь; срединные нектарники простые, линейные, прямостоячие.
Описан из Грузии (Казбекский регион, Девдоракское ущелье). От близкого вида Arabis farinacea отличается более сильным ветвлением стеблей и более редким опушением, а также более крупными глубоко рассечёнными прикорневыми листьями и формой нектарников.

## Ареал
Обитает на субальпийских и альпийских моренах на высоте 2500—3200 метров. Эндемик Грузии. Известно несколько местонахождений в регионе Мтиулети.

## Охранный статус
Занесён в Международную Красную книгу со статусом Vulnerable species «Уязвимый вид». Лимитирующими факторами являются грязевые потоки, глобальное изменение климата, туризм в местах обитания.